# Karl Georg Lindbäck
Karl Georg Lindbäck, född 3 september 1846 i Tengene socken, Skaraborgs län, död 11 oktober 1917 i Oscars församling, Stockholm
, var en svensk jurist och justitieråd.
Lindbäck tog hovrättsexamen vid Uppsala universitet 1867 och blev assessor vid Göta hovrätt 1879. År 1884 blev han revisionssekreterare, var expeditionschef vid justitiedepartementet 1889–1892 och därefter justitieråd 1892–1916.

## Utmärkelser
- Kommendör med stora korset av Nordstjärneorden, 30 november 1901.[2]